# Eugoa arcuata
Eugoa arcuata là một loài bướm đêm thuộc phân họ Arctiinae, họ Erebidae.